# Faith Evans
Pour les articles homonymes, voir Evans.
Faith Renée Evans, née le 10 juin 1973 à Lakeland, en Floride, est une chanteuse, parolière, productrice de musique et actrice américaine. Elle est la veuve du rappeur The Notorious B.I.G..

## Biographie

### Jeunesse
Faith est née à Lakeland d'un père d'origine italienne et d'une mère afro-américaine. Evans a commencé à chanter à l'église à l'âge de deux ans. À l'âge de quatre ans, elle a attiré l'attention de l'Église baptiste Emmanuel à Newark lorsqu’elle a chanté la chanson "Let the Sunshine In" de The 5th Dimension . Rapidement elle met ses dons au service des spectacles musicaux de son école. Elle part à l'université mais la quitte dès la première année afin de démarrer une carrière musicale.

### Carrière
Color Me Badd la prend comme choriste. Elle devient également accompagnatrice puis coparolière de Mary J. Blige sur le second album de cette dernière, My Life, sorti en 1994. Elle épouse cette même année le rappeur The Notorious B.I.G.. De cette union naîtra un fils, Christopher Wallace Jr, alias Little Biggie. Vient enfin le temps de sortir son premier album intitulé Faith.
En 1997, son mari est assassiné. En hommage, et accompagnée de Puff Daddy, elle entonnera un titre qui fera le tour du monde, I'll Be Missing You, librement adapté de Every Breath You Take du groupe The Police.
Le 6 août 2013, Evans déclare qu'elle a commencé à travailler sur son huitième album, intitulé Incomparable. Evans révèle également que des apparitions de Missy Elliott et Karen Clark Sheard des Clark Sisters sont prévues. L'album sort en 2014.
En 2017, elle publie The King & I, un album de duos avec son défunt mari.

#### Autobiographie
Le 3 août 2009, Evans publie un livre intitulé Keep the Faith: A Memoir. Il est question des hauts et des bas de la vie de la chanteuse, mais le livre fait aussi la lumière sur la relation controversée d'Evans avec son époux, The Notorious B.I.G..

### Vie privée

#### Vie sentimentale
Le 4 août 1994, elle épouse le rappeur The Notorious B.I.G., elle sera en couple avec jusqu'à la mort de The Notorious B.I.G. le 9 mars 1997.
De 2018 à 2021, elle est en couple avec le producteur de musique Stevie J.,.

## Discographie

### Albums studio
- 1995 : Faith
- 1998 : Keep the Faith
- 2001 : Faithfully
- 2005 : The First Lady
- 2005 : A Faithful Christmas
- 2010 : Something About Faith
- 2014 : Incomparable
- 2017 : The King and I (avec The Notorious B.I.G.)

### Compilation
- 2012 : R&B Divas

### Singles
- 1995 : You Used to Love Me
- 1996 : Come Over
- 1998  : Love Like This[9]
- 1999 : All Night Long
- 2001 : Can't Believe
- 2005 : Mesmerized

### Participations
| - 1995 : Bande originale du film Où sont les hommes ? : Kissing You - 1995 : Junior M.A.F.I.A. : I Need You Tonight - 1995 : The Notorious B.I.G. : One More Chance - 1996 : Bande originale du film High School High : I Just Can't - 1996 : Kool DJ Red Alert : Ain't Nobody - 1996 : A Tribe Called Quest : Stressed Out - 1996 : The Almighty RSO : You Could Be My Boo - 1997 : Bande originale du film Argent comptant : My Everything - 1997 : LSG : All the Times - 1997 : Bande originale du film Hoodlum : I Can't Believe - 1998 : Bande originale du film Hav Plenty : Tears Away - 1998 : Whitney Houston : Heartbreak Hotel - 1998 : DMX : How's It Goin' Down - 1999 : Bande originale du film Wild Wild West : Mailman - 1999 : Bande originale du film Le Mariage de l'année : Best Man - 1999 : Eric Benét : Georgy Porgy - 2000 : Eve : Love Is Blind - 2000 : Funkmaster Flex : Goodlife - 2001 : Bande originale du film Fast and Furious : Good Life (Remix) - 2001 : P. Diddy & the Bad Boy Family : Roll with Me, Nothing's Gonna Stop Me Now (Interlude), Can't Believe - 2001 : Jon B : Overjoyed - 2002 : P. Diddy & Bad Boy : You Gets No Love (Remix) | - 2002 : Clipse : Ma, I Don't Love Her - 2002 : Mos Def : Brown Sugar (Extra Sweet) - 2002 : Boyz II Men : Relax Your Mind - 2002 : DMX : I Miss You - 2002 : Jay-Z : A Dream - 2003 : Bande originale du film The Fighting Temptations : Heaven Knows - 2003 : Scarface : Someday - 2003 : Kelly Price : Sister - 2005 : Twista : Hope - 2005 : The Game : Don't Need Your Love - 2006 : Red Café : Everything is Alright - 2007 : Robin Thicke : Got 2 Be Down - 2009 : Jadakiss : Letter to B.I.G. - 2009 : Teena Marie : Can't Last a Day - 2010 : Capone-N-Noreaga : Hood Pride - 2010 : El DeBarge : Lay with You - 2011 : Fonzworth Bentley : Believe It - 2011 : Rahsaan Patterson : Crazy (Baby) - 2011 : Tyrese : Stay (Remix) - 2013 : Bobby Jones : Rejoice with Me! - 2014 : Full Force : I Feel Good, I Look Good, I’m God Good |

## Distinctions
- BET Awards
  - 2002 : Meilleure artiste féminine (nomination)
- Grammy Awards
  - 2003 : Meilleur album R&B Contemporain pour Faithfully (nomination)
- Lady of Soul Awards
  - 1996 : Meilleur album R&B/Soul féminin pour Faith
  - 1996 : Meilleur nouvelle artistes R&B/Soul ou Rap pour You Used to Love Me
  - 2000 : Clip vidéo hors du commun pour Love Is Blind (nomination)
- MTV Video Music Awards
  - 1997 : Meilleure vidéo R&B pour I'll Be Missing You
  - 1997 : Choix des (télé)spectateurs pour I'll Be Missing You (nomination)
  - 1999 : Meilleure vidéo R&B pour Heartbreak Hotel
  - 2000 : Meilleure vidéo rap pour Love Is Blind (nomination)
- Soul Train Music Awards
  - 1998 : Clip vidéo Hors du commun pour I'll Be Missing You
  - 2006 : Meilleur album féminin R&B/Soul pour The First Lady (nomination)

## Filmographie
- 2000 :  Turn It Up : Natalie
- 2003 : The Fighting Temptations : MaryAnn Hill
- 2009 : Notorious BIG de George Tillman Jr. (incarnée à l'écran par Antonique Smith)
- 2011 : Soul Kittens Cabaret : Demon
- 2017 : All Eyez on Me de Benny Boom (incarnée à l'écran par Grace Gibson)
- 2016 et 2018 : Luke Cage - (saison 1, épisode 2 et saison 2, épisode 10): elle-même